# Buk-gu, Busan
Buk-gu (koreanska: 북구) är ett av de 15 stadsdistrikten (gu) i staden Busan i sydöstra Sydkorea, 300 km sydost om huvudstaden Seoul.

## Administrativ indelning
Buk-gu består av 13 stadsdelar (dong).

- Deokcheon 1-dong
- Deokcheon 2-dong
- Deokcheon 3-dong
- Geumdok-dong
- Gupo 1-dong
- Gupo 2-dong
- Gupo 3-dong
- Hwamyeong 1-dong
- Hwamyeong 2-dong
- Hwamyeong 3-dong
- Mandeok 1-dong
- Mandeok 2-dong
- Mandeok 3-dong